# Hernia perinealis
Een hernia perinealis is een type hernia die bij mensen, honden en andere zoogdieren kan voorkomen. Het is een verslapping of verzakking van spieren rondom de endeldarm, waardoor er een breuk ontstaat die aan een of beide kanten van de anus kan voorkomen.

## Hernia perinealis bij honden

### Voorkomen
Hernia perinealis komt het meest voor bij niet gecastreerde reuen, meestal vanaf 7 jaar. Zeldzaam bij teven of bij de kat. De volgende rassen hebben een grotere kans op een hernia perinealis: Maltezer, Boxer, Duitse herders, Rottweilers,  maar het kan in principe bij elk ras voorkomen.
Veel voorkomende klachten/symptomen zijn: persen bij het poepen, moeilijk van ontlasting afkomen, janken bij het poepen, niet meer kunnen plassen, zich vaak likken van achteren, soms een grote bol ontlasting, soms diarree of smalle streep ontlasting.

### Oorzaak
Hernia perinealis zien we vaak bij een vergrote prostaat. Bij het ontlasten wordt de prostaat dan mee in de bekkenholte geperst, waardoor de hond nog meer gaat persen. Hierdoor en/of door een hormonale invloed vanuit de testikels zouden de spieren naast de endeldarm kleiner worden of verslappen. Hierdoor ontstaat er dan door persen een uitstulping in de endeldarm. Hier hoopt zich dan een bol ontlasting in op die niet makkelijk de anus kan passeren.
Het persen kan zulke ernstige vormen aannemen, dat er buikvet of organen vanuit de buikholte door het bekken in de hernia perinealis terecht kunnen komen. Soms is dit ook de blaas, waardoor de hond plotseling niet meer kan plassen, wat tevens levensbedreigend kan zijn.

### Behandeling
Chirurgische correctie van hernia perinealis kan tevens door middel van castratie. Dit kan tegelijkertijd. De castratie is belangrijk om de prostaat kleiner te laten worden en de hormonale invloed te stoppen. Hiermee wordt vaak een hernia perinealis van de andere kant voorkomen.
De beste techniek voor hernia perinealis is het omhoog brengen van een bekkenbodemspier, die op zijn beurt weer vastgehecht wordt aan de sluitspier en andere spieren rondom de hernia.